# Kim Magnusson (cyclisme)
Pour les articles homonymes, voir Kim Magnusson et Magnusson.
Kim Magnusson (né le 31 août 1992) est un coureur cycliste suédois. Il est champion de Suède sur route en 2017 et 2020. Il est le fils de Glenn Magnusson, cycliste professionnel de 1996 à 2001 et lui aussi champion de Suède, en 1995.

## Biographie
En 2020, il est sélectionné pour représenter son pays aux championnats d'Europe de cyclisme sur route organisés à Plouay dans le Morbihan.

## Palmarès
- 2011
  - Falkenloppet
- 2012
  - 3e du Trofeo Comune di Lamporecchio
- 2013
  - 3e du Mémorial Pigoli Coni
- 2015
  - Värnamoloppet
  - 3e de l'Östgötaloppet
- 2017
  -  Champion de Suède sur route
  - 3e étape de l'U6 Cycle Tour
- 2020
  -  Champion de Suède sur route

## Classements mondiaux
| Année                                 | 2014 | 2015 | 2016 | 2017 | 2018  | 2019  | 2020 | 2021  |
| ------------------------------------- | ---- | ---- | ---- | ---- | ----- | ----- | ---- | ----- |
| UCI World Tour                        |      |      | nc   | nc   | 416e  |       |      |       |
| Classement mondial                    |      |      | nc   | 778e | 1273e | 2300e | 392e | 1439e |
| UCI Europe Tour                       | 992e | nc   | nc   | 483e | 796e  | 1477e | 321e | 1024e |
|                                       |      |      |      |      |       |       |      |       |
| Légende : nc = non classéSource : UCI |      |      |      |      |       |       |      |       |